# NGC 5677
NGC 5677 (również PGC 52072 lub UGC 9378) – galaktyka spiralna (Sbc), znajdująca się w gwiazdozbiorze Wolarza. Odkrył ją William Herschel 17 lutego 1785 roku. Jest to galaktyka z aktywnym jądrem.